# El-Mahalla el-Koubra

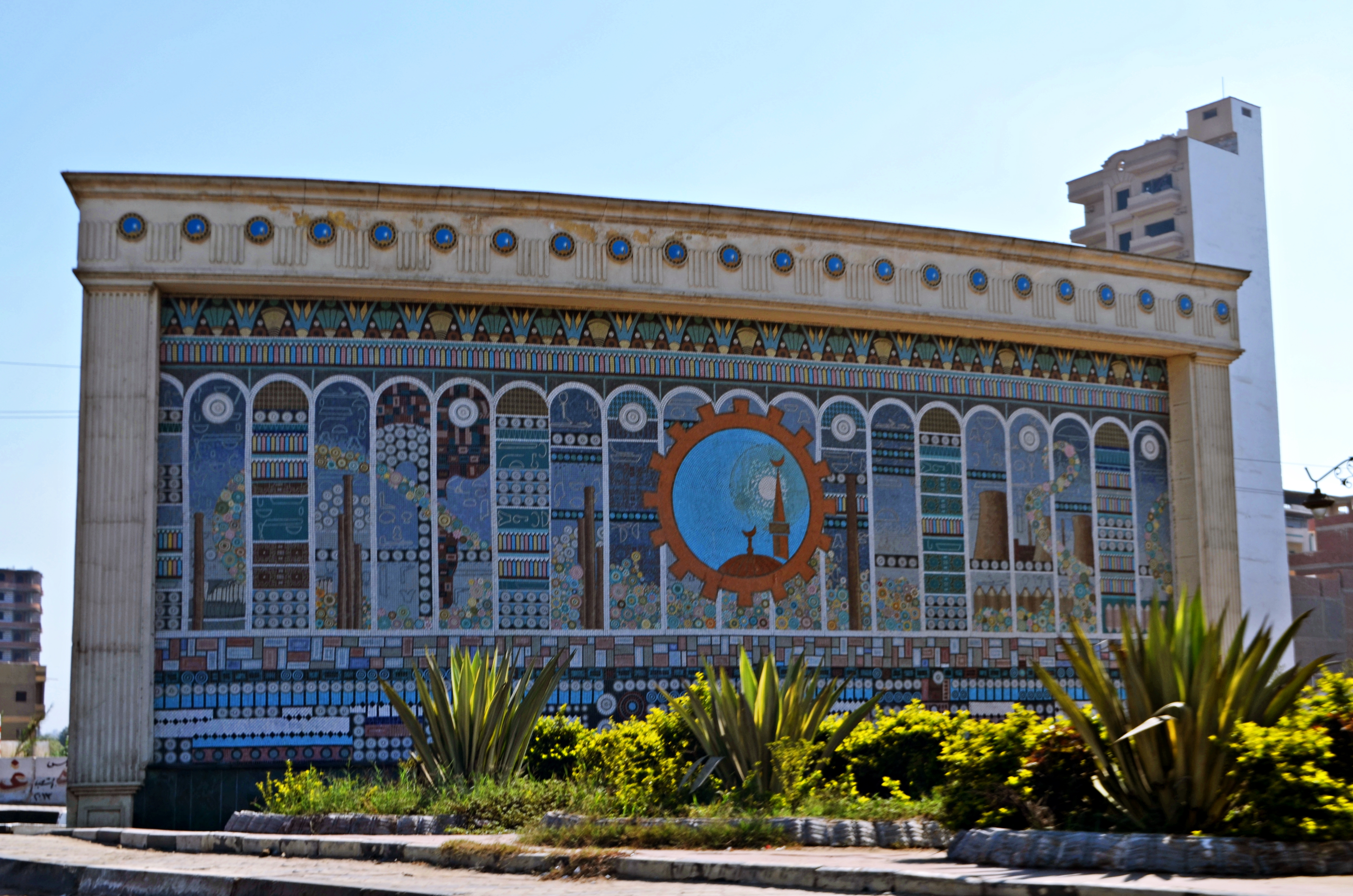
El-Mahalla El-Kubra-art

Al-Mahalla Al-Koubra (en arabe المحلة الكبرى, « le grand lieu ») – souvent abrégé en Mahalla – est une grande ville d’Égypte située dans le centre du delta du Nil, dans le gouvernorat de Gharbeya. Sa population est estimée à 458 297 habitants. Connue pour son industrie textile, la ville abrite la plus grande des compagnies textiles présentes sur place, la société Misr for Weaving & Spinning, dont le siège se trouve rue Talaat Harb.

## Foyer de révoltes
Abritant de nombreuses usines textiles  dont l’usine Misr li-l-ghazl wa al-nasij employant 22 000 ouvriers, et considérée à ce titre comme l'a plus importante ville  industrielle de l'Égypte, Mahalla a connu de nombreuses grèves ouvrières en 2006 et 2007, et ses grèves et manifestations entamées le 6 avril 2008 sont réputées être à l'origine du mouvement qui a embrasé le pays et mené la chute de Moubarak,. La grève de 2008, appuyée sur Internet par de jeunes membres de la bourgeoisie locale pour faire pression sur le gouvernement, fut médiatisée par ce dernier, qui prétendait s'y opposer, et qui contribua ainsi au succès de la révolte.

## Sport
Son équipe de football, Ghazl El Mahalla, est l'une des principales en Égypte. Elle fut fondée en 1932 par les travailleurs de l'usine de filage. L'équipe gagna la Première division égyptienne en 1973. Sa couleur est le bleu ciel. La ville possède une seconde équipe de football, le Baladiyyat El Mahalla.

## Personnalités liées à la ville
- Mohammed Badie, né en 1943 à Mahalla, 8e guide spirituel des Frères musulmans
- Saber Eid, né en 1959 à Mahalla, footballeur
- Mohamed Elneny, né en 1992 à Mahalla, footballeur
- Youssef al-Qaradâwî, né en 1926 à Mahalla, théologien